# Ismaïla Manga
Ismaïla Manga (Kamoya, 8 de agosto de 1957 - Dakar, 13 de marzo de 2015) pintor senegalés de origen diola. 
Estudió en la Escuela nacional de las artes de Senegal entre 1977 y 1982 y vivió 13 años en Montreal (Quebec).
Actualmente reside en el Village des Arts de Dakar.